# Hutson Charles
Hutson Charles (16 settembre 1965) è un allenatore di calcio ed ex calciatore trinidadiano, di ruolo difensore.

## Carriera

### Giocatore

#### Club
Ha giocato nel campionato trinidadiano.

#### Nazionale
Ha esordito in nazionale nel 1988.

## Palmarès

### Giocatore

#### Competizioni nazionali
- Campionato di Trinidad e Tobago: 4

Defence Force: 1995, 1996, 1997, 1999
- Coppa di Trinidad e Tobago: 1

Defence Force: 1996